# New-York-City-Marathon 1983
Der New-York-City-Marathon 1983 war die 14. Ausgabe der jährlich stattfindenden Laufveranstaltung in New York City, Vereinigte Staaten. Der Marathon fand am 23. Oktober 1983 statt.
Bei den Männern gewann Rod Dixon in 2:08:59 h und bei den Frauen Grete Waitz in 2:27:00 h.

## Ergebnisse

### Männer
| Platz | Athlet            | Land                   | Zeit (h) |
| ----- | ----------------- | ---------------------- | -------- |
| 01    | Rod Dixon         | Neuseeland             | 2:08:59  |
| 02    | Geoffrey Smith    | Vereinigtes Königreich | 2:09:08  |
| 03    | Ron Tabb          | Vereinigte Staaten     | 2:10:46  |
| 04    | John Tuttle       | Vereinigte Staaten     | 2:10:51  |
| 05    | John Graham       | Vereinigtes Königreich | 2:10:57  |
| 06    | Gidamis Shahanga  | Tansania               | 2:11:05  |
| 07    | Rudy Chapa        | Vereinigte Staaten     | 2:11:13  |
| 08    | Domingo Tibaduiza | Kolumbien              | 2:11:21  |
| 09    | Derek Froude      | Neuseeland             | 2:11:25  |
| 10    | Jukka Toivola     | Finnland               | 2:11:35  |

### Frauen
| Platz | Athletin            | Land                   | Zeit (h) |
| ----- | ------------------- | ---------------------- | -------- |
| 01    | Grete Waitz         | Norwegen               | 2:27:00  |
| 02    | Laura Fogli         | Italien                | 2:31:49  |
| 03    | Priscilla Welch     | Vereinigtes Königreich | 2:32:31  |
| 04    | Alba Milana         | Italien                | 2:34:57  |
| 05    | Nancy Ditz          | Vereinigte Staaten     | 2:35:31  |
| 06    | Christa Vahlensieck | BR Deutschland         | 2:35:59  |
| 07    | Veronique Marot     | Vereinigtes Königreich | 2:36:24  |
| 08    | Paola Moro          | Italien                | 2:37:46  |
| 09    | Isabelle Carmichael | Vereinigte Staaten     | 2:38:15  |
| 10    | Ann Peisch          | Vereinigte Staaten     | 2:38:19  |